# Салиарис, Макис
Макис Салиарис (греч. Μάκης Σαλιάρης, англ. Makis Saliaris; 15 августа 1944 — 15 октября 2015) — один из первых греческих рок-музыкантов, автогонщик, организатор клубного движения, меценат.

## Начало карьеры. Макис — музыкант
Макис родился в семье состоятельного афинского торговца автомобилями крупных европейских брендов. После окончания школы он играет в различных группах, выделяясь среди других музыкантов как экстравагантной дорогой одеждой, которую он мог себе позволить (в частности он носил рубашку в цветочек, красный свитер и красные носки.), так и высоким уровнем профессионализма.
В середине 1960-х в Греции появляется первая супергруппа The Stormies, которая была создана одним из ведущих продюсеров и менеджеров того времени — Никосом Масторакисом. При этом сам Никос указывает на Макиса как одного из ключевых людей в составе рок-группы, что достаточно необычно для барабанщика. В середине 1960-х в Греции на некоторое время оказывается известный английский гитарист Эрик Клэптон. Эрик создаёт несколько проектов в основном блюзовой и хард-рок направленности, но все музыканты в таких группах были англичанами, оказавшимися на территории Греции по тем или иным причинам, но для Макиса Эрик делает исключение. Кроме сотрудничества с Клэптоном Салиарис играл и с другими зарубежными музыкантами. На первых этапах творческой карьеры отец активно помогает сыну, в частности он арендует помещение для молодёжного клуба, где начинает выступать группа Stormies. Из-за политической нестабильности в стране, а также из-за того что все участники Штормов были призывного возраста возникают значительные изменения состава, которые в конечном итоге приводят к расформированию группы, но уже через полгода Макис получает приглашение от Алекоса Каракантоса войти в состав новой супергруппы We Five. В течение года Салиарис играет на барабанах В новой группе, однако творческие разногласия и неблагоприятная внутренняя атмосфера в коллективе приводят к тому что он уходит в группу The Sounds под управлением Такиса Антониадиса. Во второй половине 1960-х в Греции к власти приходит диктатура так называемых Черных Полковников. Опасаясь как за свой бизнес, так и за свою семью отец Макиса ставит ультиматум, чтобы тот отказался от карьеры музыканта и продолжил успешное семейное дело по продаже автомобилей. В результате спор заканчивается компромиссом — Макис действительно уходит из шоу-бизнеса, но становится автогонщиком, что не только даёт возможность покинуть страну в любой момент, но и способствует рекламе магазина.

## Продолжение карьеры. Макис — автогонщик
Свою карьеру как автогонщик Макис начал с автомобиля с Alfa Romeo GTA, это был любимый автомобиль известного в то время греческого гонщика Янниса «Мавроса» Меймаридиса, который погиб в соревнований на Родосе в 1970 году. Первая же гонка едва не стала для Макиса последней — автомобиль упал со скалы, но трагедии удалось избежать и Салиарис продолжил свои выступления. Каких-то особенных предпочтений тем или иным соревнованиям Салиарис не делал успешно выступая как в кузовных чемпионатах, так и в гонках прототипов, как в ралли так и, например, в гонках европейской Формулы 3. Всего одержал 200 побед и выиграл 17 чемпионатов. Наиболее успешен Макис был во время гонок Pititsa_hill_climb, где он побеждал 14 раз. Карьера автогонщика длилась достаточно долго с 1969 по 1997 год. Выступление Салиариса было настолько успешным, что в 1977 году фирма Мальборо заключила с ним рекламный контракт на 13 лет. В марте 1990 во время одного из заездов в европейской Формуле 3 Макис не справился с управлением и машина вылетела за пределы трассы «нырнув» под шлагбаум. Гонщик получил серьёзные травмы головы, боль от которых преследовала его оставшуюся часть жизни. Сам Макис описывал инцидент так: «Машина была повреждена, вырвалась и ушла под шлагбаум. У меня до сих пор утюги в голове».

## Макис как один из организаторов клубного движения
В конце 1970-х новое правительство для пополнения бюджета резко подняло налоги на роскошь. В итоге значительно возросли цены на спортивные автомобили и автомобили премиум класса. Если до конца 1970-х фирма отца Макиса продавала достаточно много автомобилей, то после реформ продажи резко сократились. В интервью газете TO VIMA в 2011 году он рассказал об этой ситуации так: «В 1980 году у меня был автосалон на проспекте Кифисиас. В то время количество автомобилей утроилось, а продажи невероятно упали. С 70-75 автомобилей, которые мы продали раньше, мы „упали“ до пяти, затем мой коллега предложил превратить автосалон в ресторан. „Давайте посмотрим новый магазин, который открылся на пляже, чтобы почерпнуть идеи“. Что скажешь, я ему отвечаю, мы даже картошку фри делать не умеем. В конце концов мы поехали в Pacific в Вуле, и я был очень впечатлён толпой людей, которые веселились там, хотя мне не понравился этот магазин, потому что в нём не было ничего нового. Это был ремейк знакомых мне в 60-х и 70-х забавных магазинчиков с разложенными скатертями. Я хотел сделать клуб со зрителями стоя. Так что я решил сделать это и назвать это Automotive. Мы открыли „Авто“ в марте 1981 года. Ресторан находился в отдельной зоне, на чердаке, а внизу стояли диваны, низкие неоновые столики и двухсторонний бар, чтобы клиенты могли видеть, флиртовать и играть». Клуб работал ежедневно кроме субботы и воскресенья.
Изначально помещение магазина по продаже автомобилей хотя и занимало большую площадь, но использовалось пространство нерационально. Макис предложил объединить все помещения (собственно сам магазин, склады, подсобки) в одно большое. Кроме перестройки были проведены и ряд других реформ, которые были традиционны для развитых стран Западной Европы, но были необычными для архаичной и консервативной Греции. Например до начала 1980-х владельцы клубов не интересовались тем, что происходило за пределами собственно клубов. Также как правило отдых и развлечения ограничивались едой, напитками и танцами. Макис объявил о необходимости обеспечения безопасности на парковках, также были организованы службы знакомств, ввёл фейс-контроль и другие нововведения. Василис Нациос, журналист «Cosmopoliti-com» так отзывается о новом клубе «Можно сказать, что афинская ночь делится на до и после эпохи „Автокиниси“».
Популярность клуба была такова, что в одном из документальных фильмов об Афинах 1980-х ему посвящен достаточно большой эпизод.
Кроме клуба «Aytokinisi» Макис принял то или иное участие в создании или менеджмента таких значимых греческих клубов как Camel, Alsos, Club 22.

## Последние годы жизни
В последние годы жизни Макис неожиданно возвращается в шоу-бизнес играя на барабанах на различных ретро-мероприятиях. В середине 2010-х у него было диагностировано онкологическое заболевание с которым он боролся несколько лет. Умер в возрасте 71 год.

## Избранные цитаты
- Об эпохе 1960-х

«На вечеринках, так называемых „сборищах“, мальчики сидели отдельно от девочек, и единственный способ сблизиться — танцевать блюз. „Ты моя судьба“ пели символы того времени и это давало сигнал к „жирным Танцам с надеждой изменить судьбу…“ Когда во время танца мальчик касался руки девушки, и она в ответ сжимала его плечо, это означало, что „у них это получилось“. Постепенно вечеринки с домашним вермутом уступили место клубам, а позже и дискотекам. К концу ночи все узнавали друг друга».
- О социальных сетях и клубном движении.

«…всегда нужно адаптироваться к новым данным… Я за кризисы. Я считаю, что в условиях кризиса есть возможности. Вам действительно нужно иметь дело с клубом 24 часа в сутки. Вам нужно построить свою команду таким образом, чтобы она могла быстро меняться и адаптироваться. Если нет убежденности, аппетита и идей, ничего не получится. Социальные сети вызывают у меня любопытство. Я думаю, это новые клубы…».